# Lány (kraj środkowoczeski)
Lány – gmina w Czechach, w powiecie Kladno, w kraju środkowoczeskim. Według danych z dnia 1 stycznia 2013 liczyła 1 979 mieszkańców.